# Virus Hendra
El virus Hendra, también llamado HeV por sus siglas en inglés (Hendra virus), es un henipavirus de la familia Paramyxoviridae. Está emparentado con el virus Nipah.  Fue descubierto en septiembre de 1994 en Hendra, en el extrarradio de Brisbane, Queensland, Australia, tras causar la muerte de 14 caballos y su entrenador.

## Transmisión

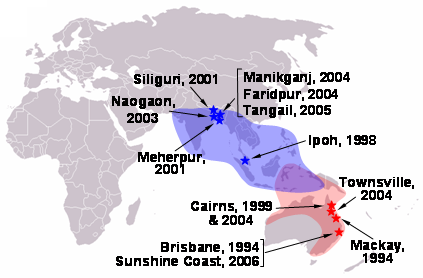
Distribución del zorro volador

El virus Hendra se ha detectado únicamente en Australia, se cree que el reservorio de la infección son los murciélagos frugivoros del género Pteropus, comúnmente conocidos como zorros voladores. De los murciélagos puede pasar a los caballos provocando enfermedad grave. Aunque no se conoce el mecanismo de transmisión, la vía más probable es respiratoria o digestiva tras contaminación ambiental. Los caballos infectados pueden transmitir la enfermedad a otros caballos u ocasionalmente al hombre si están en estrecho contacto. No se ha observado transmisión entre dos personas.

## Enfermedad en humanos
Se han descrito muy pocos casos, todos ellos por contacto cercano con caballos infectados. Los síntomas iniciales consisten en fiebre, dolor muscular y tos, pero evoluciona hacia una encefalitis que puede ser mortal.

## Enfermedad en caballos
Causa alta mortalidad. Comienza con fiebre alta y evoluciona a enfermedad respiratoria o neurológica grave con marcha inestable, ceguera aparente y parálisis de los músculos de la cara.